# Aú fechado

Aú fechado.

L’Aú fechado (« roue fermée », en portugais) est une variation de la roue en capoeira qui consiste à maintenir une jambe devant le corps afin de se mettre à l'abri d'éventuelles attaques.

## Technique
(si on exécute l'aú fechado vers la droite)
- Poser les deux mains au sol avant de se lancer.
- Maintenir la tête entre les épaules en gardant les yeux sur l'adversaire.
- Lever la jambe gauche, bien tendue
- Faire passer la jambe droite tendue devant soi en frôlant le sol, puis la déposer à peine plus loin (avant la jambe gauche).
- Pivoter autour du pied droit pour revenir face à l'adversaire, poser la jambe gauche en gardant le visage protégé.

Il faut toujours penser à garder les pieds en « flex », (« pé » de capoeira), c'est-à-dire en tirant la pointe des pieds vers soi.